# Graña (Abadín)
Graña o Santa María Magdalena de Graña  (llamada oficialmente Santa María Madanela da Graña de Vilarente) es una parroquia española del municipio de Abadín, en la provincia de Lugo, Galicia.

## Localización
Se sitúa en el extremo sur del concejo, sobre una zona casi llana; con ciertas elevaciones al norte[¿cuál?], y atravesada por la carretera CP-0102. Su capital es Porto da Moura.

## Organización territorial
La parroquia está formada por veintiséis entidades de población, constando trece de ellas en el nomenclátor del Instituto Nacional de Estadística español:
- A Cabeceira
- A Croa
- A Fonte do Trobo
- A Fumeira
- As Augas
- Cabana (A Cabana)
- Carballeira (A Carballeira)
- Carboeiro (O Carboeiro)
- Casavella (A Casavella)
- Chouselas
- Coído (O Coído)
- Fraga da Vila (Fraga de Vila)
- O Cotiño
- O Fondal
- O Igrexario
- Os Carracedos
- Os Currás
- Penela
- Porto da Moura
- Pumarega (A Pumarega)
- Rego da Páxara
- Ruavella
- Tremoído
- Trinta (Os Trinta)
- Vilar de Nuño
- Vista Alegre

## Demografía
| Gráfica de evolución demográfica de Graña entre 2000 y 2019 |
|                                                             |
| Datos según el nomenclátor publicado por el INE.            |

## Naturaleza
El entorno natural de la parroquia es completamente rural, donde predominan pastos, bosques y praderas verdes. 